# Sumner (hrabstwo Trempealeau)
Sumner – miasto w Stanach Zjednoczonych, w stanie Wisconsin, w hrabstwie Trempealeau.